# Yu (kung)

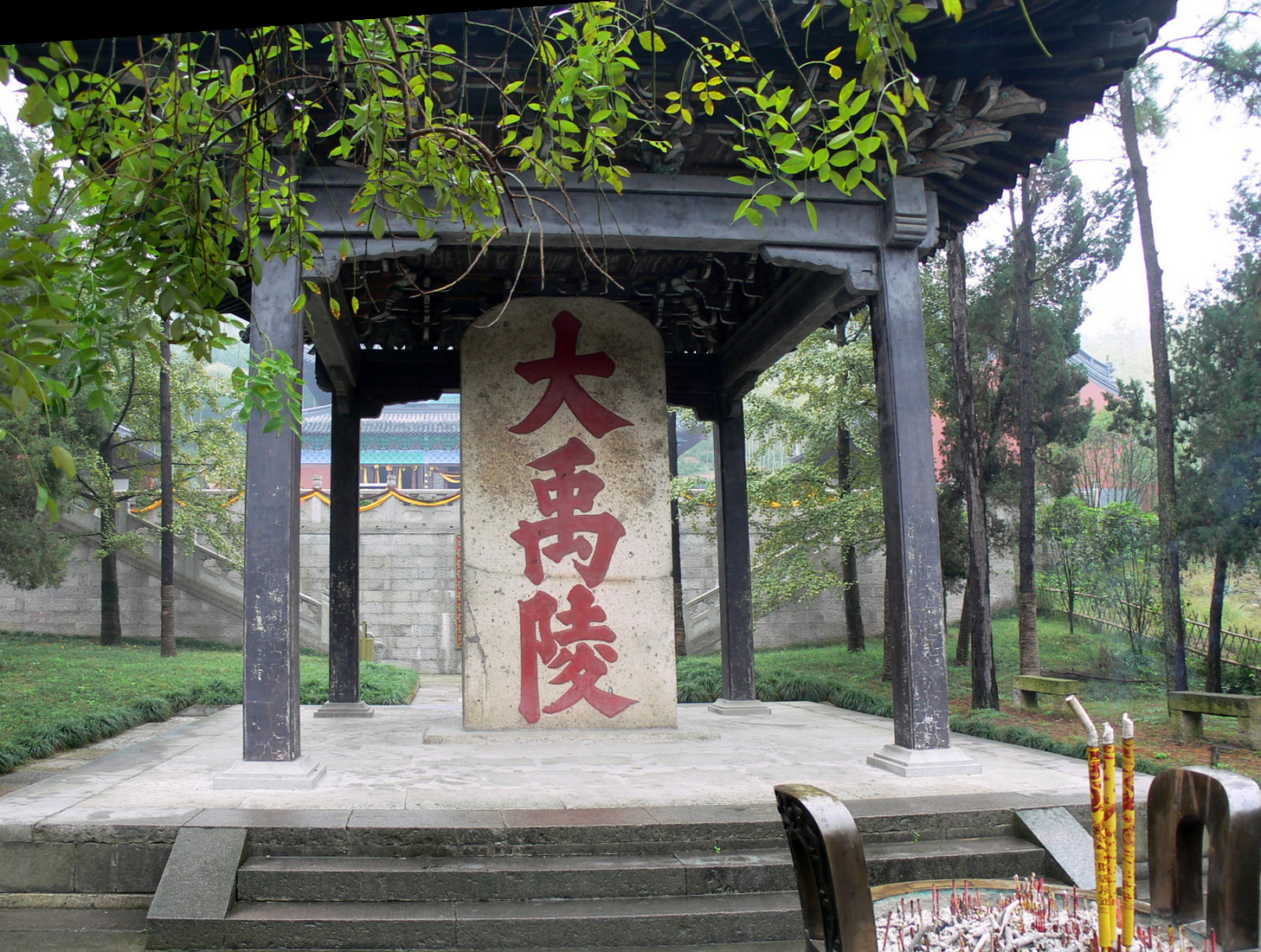
Yu den stores stele vid hans mausoleum i Shaoxing, Zhejiang)

Yu eller Yu den store (大禹; Dà Yǔ) är grundare av den kinesiska Xiadynastin och en del i kinesisk mytologi. Baserat på astronomiska händelser beskrivna i krönikorna estimeras Yus tid som regent från 1953 f.Kr. fram till 1907 f.Kr. Datering är bland annat baserat på att i Xiaojing Goumingjue beskrivs att vid tiden för kung Yu var fem planeter hopknutna som ett pärlband. Denna planetkonjunktion daterar professor David W. Pankenier till 1953 f.Kr.
I den mytologiska översvämningsmyten försökte Yus far Gun att tämja de farliga översvämmande floderna, men misslyckades. Enligt legenden föddes Yu som i skepnaden av en drake ut ur sin döde fars mage. Yu upptog sin fars projekt att tänja vattnet genom att bygga dammar och diken. Yus framgångar med att lösa de vattenrelaterade problemen gjorde att den mytologiska kejsar Shun gav honom makten att regera riket. Den syndaflod som nämns i legenden kan varit den stora översvämning av Gula floden som inträffade ungefär år 1920 f.Kr. efter en jordbävning.
Yu den store påstås ha gjutit de legendariska nio tripodkittlar som var intimt förknippat med rätten och legitimiteten att regera det forna Kina. Legenden, som bland fattat beskrivs i Bambuannalerna (古本竹书纪年) och Shiben (世本), säger att Yu grundade kinas första huvudstad Yangcheng.
Efter sin död efterträddes kung Yu av sin son Qi.